# Mózgoczaszka
Mózgoczaszka, czaszka mózgowa (łac. neurocranium) – grzbietowa, mająca kształt puszki, część czaszki. Chroni mózg i narządy zmysłów. Stanowi wraz z trzewioczaszką szkielet głowy zwierząt kręgowych. Rozróżnia się część górną (sklepienie czaszki) oraz dolną (podstawę czaszki).
U człowieka mózgoczaszkę tworzą:
- kość potyliczna (łac. os occipitale),
- kość czołowa (łac. os frontale),
- dwie kości ciemieniowe (łac. ossa parietalis),
- dwie kości skroniowe (łac. ossa temporalis),
- kość sitowa (łac. os ethmoidale) – należąca zarówno do mózgoczaszki, jak i trzewioczaszki,
- kość klinowa (łac. os sphenoidale)[1].

## Przypisy

Anatomia czaszki człowieka